# Liste der Straßen und Plätze in Kiel/V

## Va

Lage von Vaasa in Finnland

Vaasastraße, Mettenhof
1973 nach der Stadt Vaasa benannt.
* Verbindungsstraße, Elmschenhagen
1913 wurde der Name vom Gemeinderat beschlossen, 1933 wurde die Straße in Boelckestraße umbenannt.
Verbindungsstraße, Gaarden-Ost
1904 erstmals im Kieler Adressbuch aufgeführt – verbindet die Straßen Karlstal und Kirchenweg
.
* Verbindungsstraße, Wellingdorf
1904 als Verbindungsstraße im Protokolltext des Gemeinderates erwähnt, 1910 wurden die ehemaligen Straßen: Bergstraße, Verbindungsstraße und Augustenstraße in Am Ballastberg umbenannt.
* Verbindungsstraße, Wellsee
1906 als Verbindungsstraße angelegt, 1955 wurde die Straße in Birkenweg umbenannt.
Verdieckstraße, Neumühlen-Dietrichsdorf
1939 als Ritter-von-Epp-Straße angelegt, 1947 nach Willi Verdieck benannt – Verdienter sozialdemokratischer Stadtverordneter vor 1933.
* Verlängerte Kanalstraße / Neue Kanalstraße, Holtenau
1780 das östliche Endstück der Kanalstraße zwischen Kastanienallee und Strandstraße wurde schon im Zusammenhang mit dem Bau des Eiderkanals angelegt, 1925 wurde die Verlängerte Kanalstraße / Neue Kanalstraße in die Kanalstraße einbezogen.
* Verlängerter Germaniaring, Gaarden-Süd
1936 wurde der Name festgelegt, 1939 wurde der Verlängerter Germaniaring in den Germaniaring einbezogen.
Vermstegen, Wellsee
2001 nach einer Flurbezeichnung benannt.

## Vi

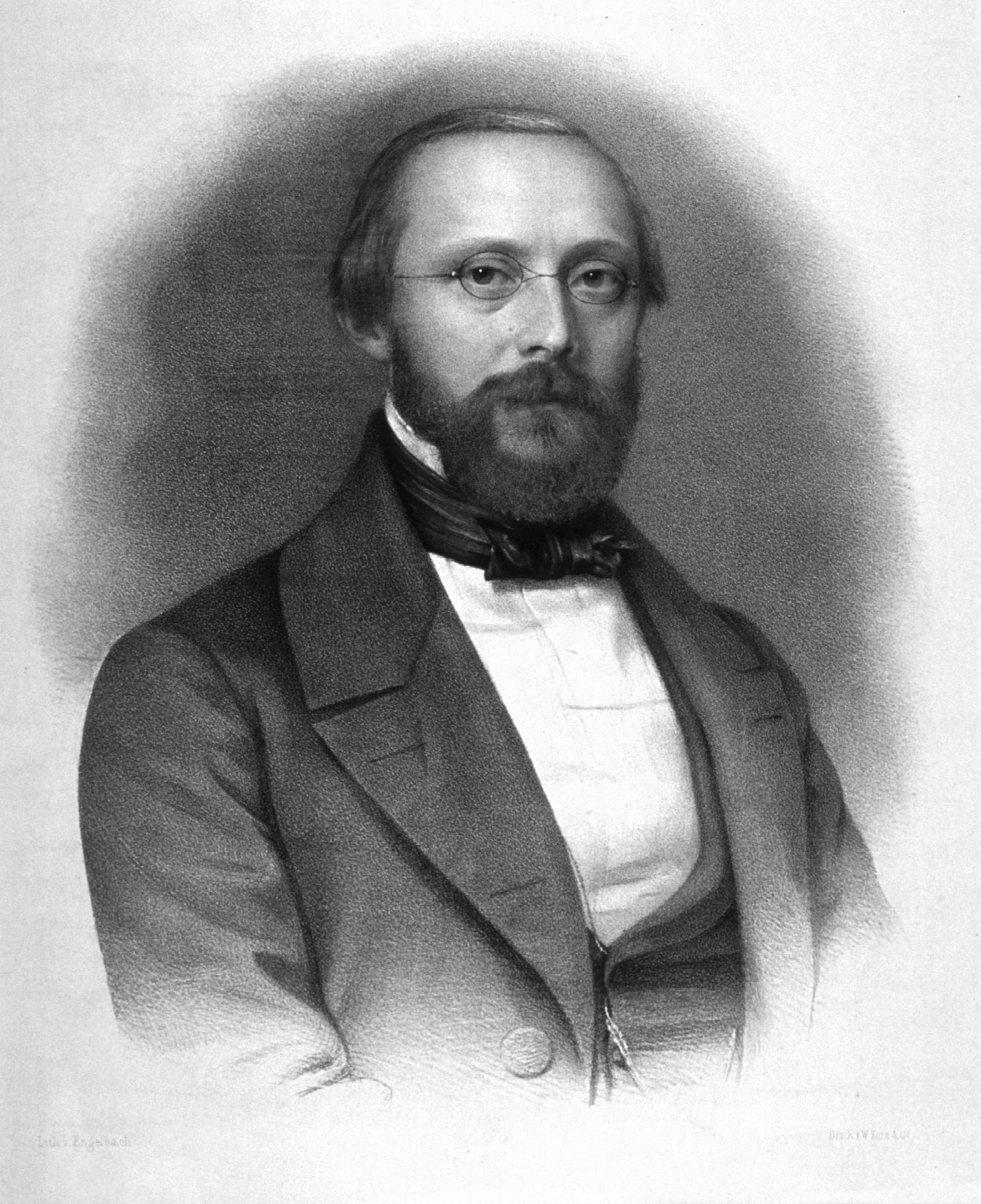
Rudolf Virchow

Viborgweg, Mettenhof
1967 nach der Stadt Viborg benannt.
Vieburger Weg, Gaarden-Süd
1911 erstmals im Kieler Adressbuch aufgeführt, benannt nach dem früheren herrschaftlichen Hof Vieburg – (Vie = Sumpf, Burg im Sumpf).
* Viedamm, Suchsdorf
1949 erstmals im Kieler Adressbuch aufgeführt, 1978 wurde der nach einer Flurbezeichnung benannte Viedamm unterteilt in Alter Viedamm und Neuer Viedamm und gleichzeitig verkürzt.
* Viehbergen, Pries
1936 wurde der Name festgelegt, bis 1966 im Adressbuch aufgeführt, die Straße wurde aufgehoben.
* Viehhofstraße / Viehhof, Südfriedhof
1896 wurde der Name für die Straße zum Viehof mit Quarantänestation festgelegt, 1908 als öffentliche Straße aufgehoben.
Villacher Straße, Elmschenhagen
1939 nach der Stadt Villach benannt.
Vinetaplatz, Gaarden-Ost
1903 wurde der Platz nach dem Kreuzer Vineta benannt, seit 1907 wird auf dem Platz Markt abgehalten.
Virchowstraße, Schreventeich
1938 nach Rudolf Virchow benannt.

## Vo

Otto Friedrich von der Groeben

Vogelhain, Gaarden-Süd
1950 wurde der Name in der Ratsversammlung festgelegt, der Straßenname steht in Verbindung mit dem Wohngebiet Grünes Herz.
Volkspark, Ellerbek
1893/99 entstanden als Werftpark, 1936 in Horst-Wessel-Park umbenannt, 1947 in Volkspark umbenannt.
Von-der-Goltz-Allee, Hassee, Gaarden-Süd
1894 als Lübecker Straße angelegt, 1895 nach Maximilian Leopold Otto Ferdinand Freiherr von der Goltz benannt.
Von-der-Groeben-Straße, Gaarden-Ost
1939 nach Otto Friedrich von der Groeben benannt.
Von-der-Horst-Straße, Ravensberg
1902 nach Ulrich Angelbert Freiherr von der Horst benannt.
Von-der-Tann-Straße, Südfriedhof
1880 nach General Ludwig Samson Heinrich Arthur Freiherr von und zu der Tann benannt.
Von-der-Wisch-Straße, Suchsdorf
1969 nach dem alten Adelsgeschlecht Wisch benannt.
* Von-Schröder-Weg, Wik
1934 ist die nach Ludwig von Schröder benannte Straße in einer Karte der Stadtvermessungsabteilung eingezeichnet. 1947 wurde die Straße in Dresdener Straße umbenannt.
Vorder Bramberg, Russee
1949 erstmals im Kieler Adressbuch aufgeführt, die Straße ist nach einer alten Flurbezeichnung benannt.
* Vordere Reihe, Schilksee
1905 erstmals erwähnt, 1940 erstmals im Kieler Adressbuch aufgeführt, 1959 in Strandpromenade umbenannt.
Vorderkronsberg, Hassee
1936 nach einer alten Flurbezeichnung benannt.
* Vorstadt, Vorstadt
1575 erstmals erwähnt, 1799 die Straße ist erstmals im Taschenbuch für die Einwohner der Stadt Kiel aufgeführt, 1901 die Straße Vorstadt wird in die Holstenstraße einbezogen.
Vörstkoppel, Meimersdorf
1999 nach einem Flurnamen benannt.
* Voßberg, Gaarden-Süd
1936 erstmals im Kieler Adressbuch aufgeführt, 1938 die Straße Voßberg wurde in Sieversdiek umbenannt.
* Voßbrook, Holtenau
1925 wurde der Name nach einer Flurbezeichnung festgelegt, 1938 wurde die Straße Voßbrook in die Strandstraße einbezogen.
Voßhörn, Hasseldieksdamm
1923 erstmals im Kieler Adressbuch aufgeführt – alte Flurbezeichnung.
Voßhorst, Hasseldieksdamm
1936 wurde der Name nach einer alten Flurbezeichnung festgelegt.